# Лядо (земледелие)

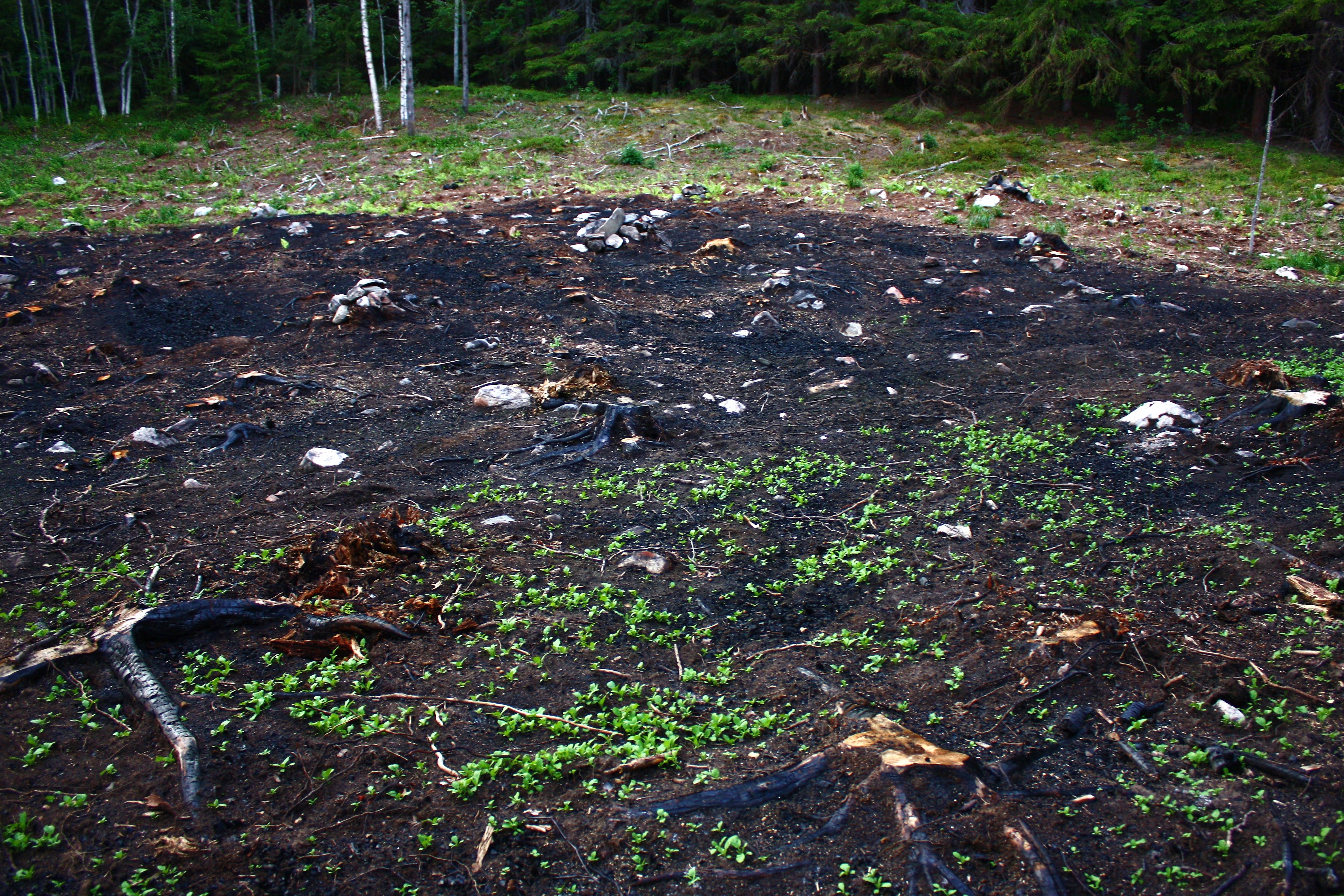
Лядо в заповеднике Телккямяки, Финляндия, 2013 год

Ля́до (ляда, лядина, лядинка, от праслав. *lędо) — место вырубки и выжига леса при разделке лесных угодий под посевы в подсечно-огневом земледелии (лядинном хозяйстве); пустошь, окружённая лесом, покинутая и заросшая лесом земля. Понятие использовалось в традиционной культуре народов европейского северо-востока (например в Новгородской губернии), а также во внутренних центральных губерниях России (например, Псковской, Витебской, Смоленской) вплоть до XIX века.

## Подготовка ляда
Лес рубился весной после полного распускания листьев. После того как деревья подсыхали, примерно в августе, лучшие деревья отбирались для строительства и других хозяйственных нужд. Оставшиеся мелкие и негодные деревья аккуратно распределялись по всей площади и, с добавлением к ним собранного в округе бурелома и валежника, сжигались. Так делалось в случае, если срубленный лес успевал за лето просохнуть (тогда лядо по гари засевали озимой рожью), если же не успевали, то лядо оставалось на следующую весну — начало лета (засевалось ячменём, пшеницей и прочими яровыми).

## Обработка ляда под посев
В первый год перед посевом лядо не обрабатывалось и посев производился прямо по пожогу, без какой-либо подготовки земли; либо обрабатывалось копылами — мотыгами с последующим заскораживанием смыком — особой бороной. Поскольку сорняков после пожога не было, лядо не пропалывалось — уничтожалась только пнёвая поросль осины и ольхи.
На второй год лядо вспахивалось сохой без палицы.
На третий посев лядо вспахивалось с осени, а по весне пни окапывались копылами.
Плодородие ляда сохранялось без необходимости удобрения на протяжении 5—6 лет, затем лядо запускали под древесную поросль или превращали в пашню с удобрением навозом.

## В топонимике
Зачастую на местах ляд и рядом с ними образовывались новые поселения (хутора и деревни), в названии которых закреплялось «ляда», «лядо», «ляды», например Новые ляды, Конева ляда.

## В фольклоре
- Загадки[2]:
  - Сухой Гаврилка вскочил в лядинку, разогнал всю скотинку? (гребень).
  - Стоят вилы, на вилах-то бочка, на бочке-то кочка, у кочки махало, на кочке зевало, повыше ламига, а там лядина, в лядине скотина? (человек).
- Выражения[2]:
  - Ну её к ляду — пример: Ну её к ляду, собаку эту, она зря мечется на человека! (в данном случае ляд — это одно из имён чёрта[4][5])
  - Лядеть, лядинеть — порастать молодняком, дернеть и покрываться порослью.
  - Лядащий — никому не нужный, неухоженный, тщедушный, невзрачный человек или животное. «...Этака лядащая кобылёнка да таку тягость вскачь везти будет!» (Ф. М. Достоевский)

## В названии растений
- Лядник